# 16e cérémonie des American Film Institute Awards
La 16e cérémonie des American Film Institute Awards (AFI Awards), décernés par l'American Film Institute, a lieu le 15 décembre 2015 et récompense les dix meilleurs films sortis et les dix meilleures séries télévisées diffusées en 2015.

## Palmarès

### Cinéma
Les dix films récompensés :
- The Big Short : Le Casse du siècle (The Big Short)
- Le Pont des espions  (Bridge of Spies)
- Carol
- Vice-versa (film, 2015) (Inside Out)
- Mad Max: Fury Road
- The Martian
- Room
- Spotlight
- Star Wars, épisode VII : Le Réveil de la Force (Star Wars: The Force Awakens)
- NWA : Straight Outta Compton

### Télévision
Les dix séries récompensées :
- The Americans
- Better Call Saul
- black-ish
- Empire
- Fargo
- Game of Thrones
- Homeland
- Master of None
- Mr Robot
- UnREAL

### AFI Special Award
- Mad Men[1]